# 陸軍最高司令部
陸軍最高司令部（りくぐんさいこうしれいぶ、ドイツ語: Oberste Heeresleitung, 略号：OHL）は、ドイツ帝国陸軍（Heer）の最高司令部である。第一次世界大戦の混乱の中、帝国指導部や帝国議会の権限を越え、事実上の軍部独裁体制の国家及び戦争最高指導機関として機能した。

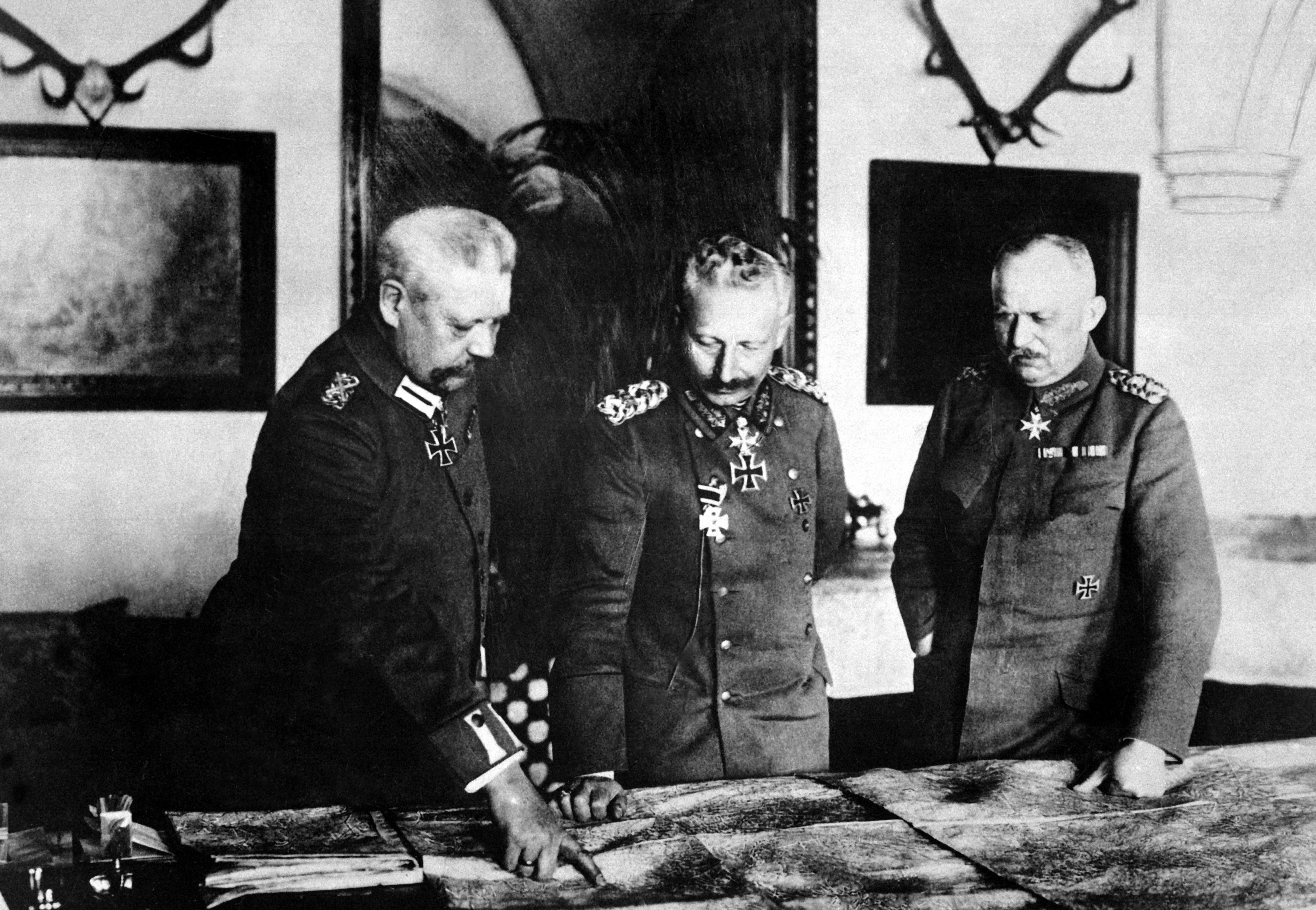
（左から）参謀総長ヒンデンブルク、大元帥ヴィルヘルム2世、参謀次長ルーデンドルフ

## 形成
1871年にドイツ帝国が建国されたが、プロイセン王国、ザクセン王国、ヴュルテンベルク王国、バイエルン王国はそれぞれ自治権を持ち、各王国は独自の軍隊と陸軍省又は、戦争省が存在していた。戦争が勃発すると、ドイツ帝国憲法により、ドイツ皇帝が各王国の連合からなるドイツ帝国陸軍の最高司令官及び大元帥となることとなっていた。最高司令官としてのドイツ皇帝の役割は主に儀礼的なものであり、実権は皇帝の名の下に命令を下す参謀本部が握っていた。戦前の参謀総長はヘルムート・フォン・モルトケ（小モルトケ）であり、当時の陸軍最高司令部は彼が率いるプロイセン参謀本部であった。陸軍最高司令部は、野戦軍の参謀に加えて、皇帝の軍事顧問、補給責任監督官、各専門分野（砲兵、工兵、軍医、通信、軍需、鉄道）の上級顧問、ドイツの4つの陸軍省と他の中央同盟国の代表から構成されていた。皇帝はドイツ帝国海軍の総司令官でもあり、海軍はドイツ帝国提督参謀本部と、1918年8月からは海軍司令部（Seekriegsleitung、略称SKL）が率いていた。開戦当初、OHLとSKLの間の連携は悪く、海軍はベルギーを経由してフランスを最初に攻撃するというシュリーフェンプランさえも知らなかった。

## 歴代陸軍最高司令官
| 代数 | 画像 | 名前 （生年 - 没年）                 | 就任日        | 退任日        |
| ---- | ---- | ------------------------------------ | ------------- | ------------- |
| 1    |      | ヘルムート・フォン・モルトケ         | 1906年1月1日  | 1914年9月14日 |
| 2    |      | エーリッヒ・フォン・ファルケンハイン | 1914年9月14日 | 1916年8月29日 |
| 3    |      | パウル・フォン・ヒンデンブルク       | 1916年8月29日 | 1919年7月3日  |

## 初期のOHL
第一次世界大戦勃発時の1914年に機能されると、プロイセン参謀本部が最高司令部の中核を形成し、野戦軍の参謀本部となった。ヘルムート・フォン・モルトケ（小モルトケ）は1906年に参謀総長に就任し、事実上初代陸軍最高司令官となったが、彼は他の師団長も兼任していた。そのため小モルトケは部下、特に作戦部長のゲルハルト・タッペン大佐と情報部長のリヒャルト・ヘンチュ中佐に実質的な権限を委任した。これらの役員は、小モルトケに代わって陸軍最高司令官及びプロイセン参謀本部を機能させていた。
ドイツ軍は緒戦の独仏国境会戦で勝利を収めたが、マルヌ会戦が短期戦から長期戦に変わったことで戦局悪化し、OHLと最前線の間の通信が途絶え、ヘンチ中佐は小モルトケから第1軍と第2軍の本部に派遣された。陸軍が25マイルのギャップで互いに隔てられており、包囲される危険があることを発見した後、ヘンチはエーヌへの撤退を命じた。前線からのニュースを聞いて、小モルトケは9月9日に神経衰弱に苦しんだ。

## 中期のOHL
小モルトケはマルヌ会戦の責任をとって辞任し、後任の参謀総長及び陸軍最高司令官には、プロイセン陸軍大臣のエーリッヒ・フォン・ファルケンハインに取って代えられた。司令部には、ファルケンハインの友人で後の陸軍大臣アドルフ・ヴィート・フォン・ホーエンボルン将軍とフーゴ・フォン・フライターク＝ローリングホーフェン将軍がOHLに加わった。ホーエンボーンは1915年1月にファルケンハインをプロイセン陸軍大臣として引き継ぐまで補給担当将軍を務めた。その後フライターク＝ローリングホーフェンはホーエンボルンに代わって補給担当将軍になった。
ファルケンハインが参謀総長及び陸軍最高司令官に就任した頃は西部戦線の中心であるヴェルダンの戦いの最中であった。戦後の執筆で、ファルケンハインは、フランス軍を消耗戦に引き込み、彼らを疲弊させることであると述べた。しかし、戦いが進展するにつれて、独仏両軍の死傷者はほぼ等しくなり戦争は泥沼化した。ヴェルダンでのファルケンハインの戦略の失敗と1916年8月の連合国側のルーマニア王国と戦いの後、彼は8月29日にヒンデンブルクに交代した。

## 後期のOHL
1916年ファルケンファインに代わりタンネンブルクの英雄パウル・フォン・ヒンデンブルクが参謀総長及び陸軍最高司令官となった。しかし、彼は実際に権限を持っていたわけではなく、実権を握っていたのは同じくタンネンブルクの英雄のエーリヒ・ルーデンドルフであった。彼の役職はプロイセン参謀本部の参謀次長（第一兵站総監）である。次長に就任したルーデンドルフは各軍集団や各師団を陸軍最高司令部の指揮下においた。彼は、自身の指揮拡大を狙ったのである。これ以降ドイツの第一次世界大戦事情はルーデンドルフにより指導されることとなった。また彼には政治的野心があり、国家指導に乏しかった帝国宰相テオバルト・フォン・ベートマン・ホルヴェークに代わり、国政にも干渉するようになった。これによりドイツはルーデンドルフ及び陸軍最高司令部による軍部独裁体制（事実上の軍事政権）が始まった。

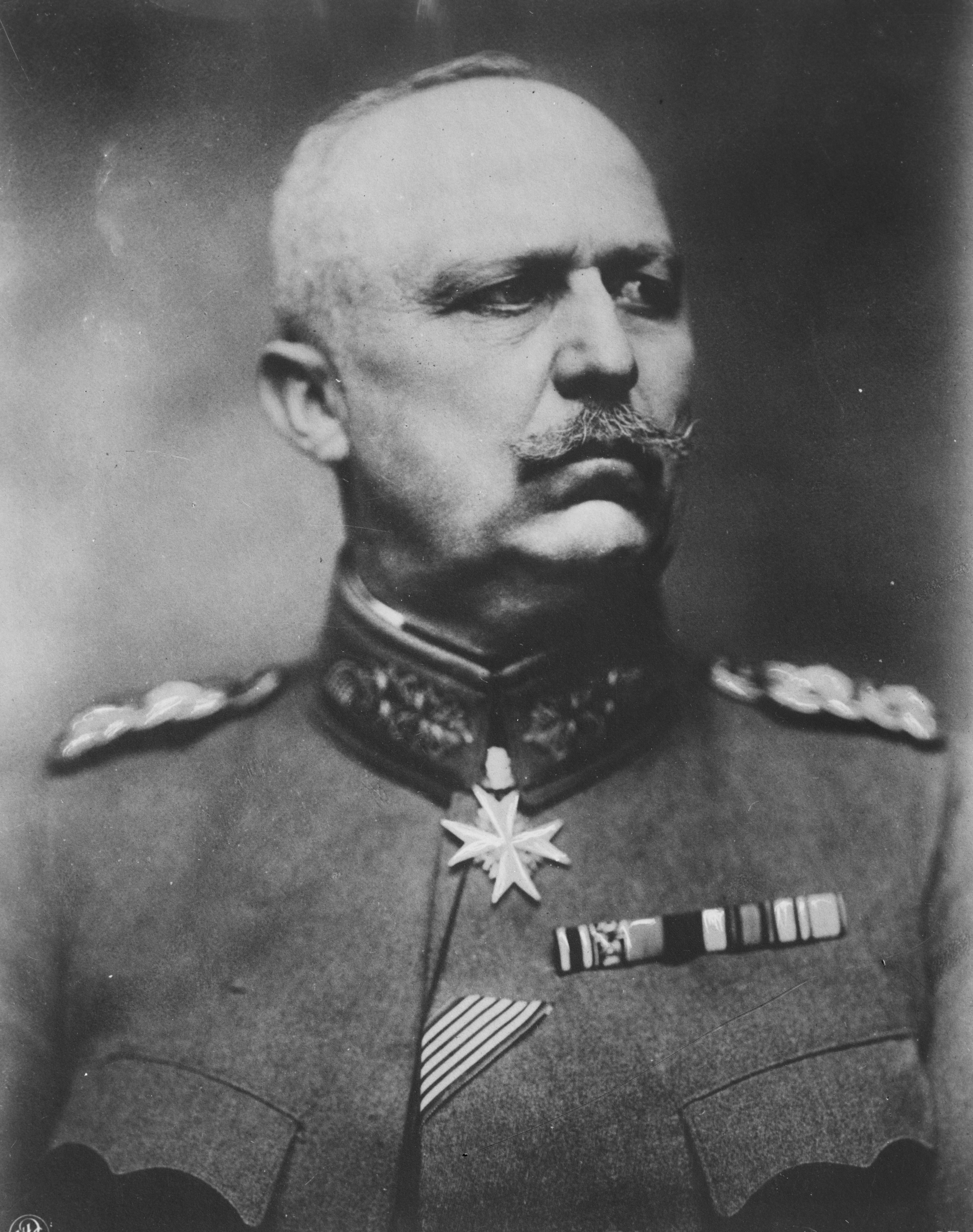
ルーデンドルフ参謀次長

皇帝や帝国指導部は陸軍最高司令部の事実上傀儡として機能し、ルーデンドルフの指示により帝国宰相が辞任させられたり、着任させられることもあった。
陸軍最高司令部は、総力戦戦略であるヒンデンブルク綱領を通じて、決定的な勝利を求めた。 ルーデンドルフは、1917年2月に無制限潜水艦作戦の実施を宣言した。この作戦がツィンメルマン電報とともに、アメリカ参戦のきっかけとなった。またロシアでは、ロマノフ王朝に対する不満と第一次世界大戦の混乱の中、ウラジーミル・レーニン率いるボルシェヴィキが十月革命を起こした。その後ロシアは第一次世界大戦及び連合国から離脱した。陸軍最高司令部はブレスト・リトフスク条約を交渉し、西部戦線での1918年春季攻勢のために東部戦線から軍を撤退させた。百日攻勢で戦争の流れがドイツ不利に傾いた1918年9月下旬、ルーデンドルフはドイツ政府の「議会化」と即時の休戦交渉を求めた。彼が進路を逆転し、10月に再戦を要求したが、とうとうルーデンドルフは解任された。その後、陸軍最高司令官及び参謀総長ヒンデンブルクも辞任し、軍部による独裁体制が終了した。

## 休戦と解散
ドイツ革命が始まると、ヒンデンブルクと彼の後任の参謀総長になったヴィルヘルム・グレーナー将軍は皇帝ヴィルヘルム2世に退位するように忠告した。グレーナーはその後、社会民主党の指導者フリードリヒ・エーベルトと「エーベルト・グレーナー協定」を結び、軍部はエーベルトの暫定政府に従うことを表明した。1918年11月の戦争終結に伴い、占領地からのドイツ軍の撤退を監督するために、陸軍最高司令部はスパからカッセルに移された。軍事の焦点がポーランド第二共和国による領土侵略の防止に移ったため、陸軍最高司令部の最終的な場所は1919年2月以降のコウォブジェクであった。
1919年7月、ヴェルサイユ条約により、陸軍最高司令部と大本営の解散が決められた。グレーナーは6月下旬に辞任した後、数日間ヒンデンブルクに代わって参謀総長を務めた。その後陸軍最高司令部は正式に解散された。

## 司令部
- ドイツ、ベルリン（1914年8月2日 - 1914年8月16日）
- ドイツ、コブレンツ（1914年8月17日 - 1914年8月30日）
- ルクセンブルク、ルクセンブルク市（1914年8月30日 - 1914年9月25日）
- フランス、シャルルヴィル＝メジエール（1914年9月25日 - 1916年9月19日）
- ドイツ、プチュシナ城（1916年9月20日 - 1917年2月10日）
- ドイツ、バート・クロイツナハ（1917年2月17日 - 1918年3月7日）
- ベルギー、スパ（1918年3月8日 - 1918年11月13日）
- ドイツ、カッセル（1918年11月14日 - 1919年2月10日）